# Adoració dels Mags (Mantegna)
Adoració dels Mags és una pintura al temple i or sobre taula, realitzada pel pintor italià Andrea Mantegna, les seves mides són de 54,6 × 70,7 cm i està datada aproximadament entre 1497 i 1500. Es troba conservada en el Getty Center a Los Angeles.

## Descripció general
La pintura és un exemple de l'última etapa del mestre. A l'esquerra es troba la Sagrada Família -Josep, Maria i l'infant Jesús-, mentre que a la dreta es veuen als tres Reis Mags, amb regals a les seves mans. Les figures estan en primer pla i ocupen tot l'espai pictòric, d'acord amb una iconografia que va facilitar la comprensió dels fidels i, per tant, l'ús de devoció.
L'escena està organitzada en un ritme tranquil, amb colors sobris basats en ocres, amb detalls en groc i vermell per millorar la combinació de colors. Particularment agut, a diferència de les altres parts, és el turbant vermell del mag de color, que es destaca encara més si es compara amb la seva pell fosca. El seu retrat és molt versemblant i testimoni del gust de Mantegna pels detalls exòtics i pintorescs.
La gran importància que es dona als costosos envasos, un d'ells en una estranya porcellana blava i blanca -que a l'època només procedia de l'Orient Llunyà -i a les altres dues peces de pedres semidures -jaspi i ònix-, estan vinculades al gust d'Isabel d'Est i de les seves col·leccions. De fet, són al centre de la composició al costat de l'infant Jesús, i que forcen les línies, com ara la mà de doblegada de Gaspar, que surt per la vora inferior.